# Cymopterus macdougalii
Cymopterus macdougalii là một loài thực vật có hoa trong họ Hoa tán. Loài này được J.M.Coult., Rose và Tidestr. mô tả khoa học đầu tiên năm 1935.